# 民主音楽協会
一般財団法人民主音楽協会（みんしゅおんがくきょうかい、英：Min-On Concert Association）は、日本の音楽文化団体。略称は民音（みんおん）、MIN-ON。1963年10月18日創立。

## 概要
音楽文化の向上や、音楽を通した異なる文化との交流などを目的として、創価学会会長（当時）の池田大作（現・名誉会長）によって1963年10月18日に設立された。コンサート事業などを通し、世界各国との文化交流は110ヵ国・地域に及んでいる。（2018年12月現在）
関連施設として新宿と神戸に民音音楽博物館（英：Min-On Music Museum）があり、貴重な古典ピアノをはじめオルゴール、民族楽器、楽譜などの音楽資料などを所蔵している。

## コンサート事業

### コンサート・公演
クラシック、民族音楽、演歌・歌謡曲、舞踊、落語・お笑いなど取扱いジャンルは幅広く、国内外のアーティストのコンサート・イベントの主催・企画制作、チケット販売を行っている。全国のホール・劇場で興行を開催しており、全体的に中高年からシニア層向けの企画が多い。企画のジャンルは多岐にわたるが、オリジナルの舞台を制作する傍ら、他のプロモーターと同じ内容の企画も行う。

### 海外アーティスト
1965年12月より海外アーティストの公演をはじめ、100ヵ国を超える海外アーティストの公演を行ってきた。アルゼンチン・タンゴのジャンルにおいて1970年から「民音タンゴ・シリーズ」と題し、継続で開催している。また、中国からも京劇や雑技団などを継続して招聘し公演を行っている。

### コンサート実績

#### 海外の民族音楽
1979年から行った「シルクロード音楽の旅」シリーズは、シルクロード沿線の音楽文化を紹介し、大ヒットとなった。企画段階から、民族音楽学者の小泉文夫や演出家の藤田敏雄と共に、民音シルクロード音楽調査団として各国の現地調査を行い、学術的にも貴重な成果を残した。
さらに、1984年から「マリンロード音楽の旅」と題し、タイ、マレーシア、インドネシア、フィリピン、ミャンマー、ブルネイ、スリランカなどの音楽や舞踊を紹介した。
1990年代からはアフリカ各国での公演を進め、ケニア国立民族音楽舞踊団、ナイジェリア国立舞踊団、南アフリカのアマンポンドなどを招聘し、1999年からは「アフリカ音楽紀行」と題してエチオピア国立民族舞踊団、ガーナ国立舞踊団などの招聘公演を行った。

#### 海外ジャズ・ポップス
1988年ティナ・ターナー、1990年ナタリー・コール、1991年ベン・E・キングなどの海外歌手の公演を行ってきた。2005年にはサンタナ、ハービー・ハンコック、ウェイン・ショーターによるセッションを実現。2015年にはイスラエルのイダン・ライヒェルの初来日公演を行った。

#### 日本のポップス・歌謡曲
1967年、歌謡ショー「民音歌の大行進」をスタート。布施明、守屋浩、島倉千代子など、数多くの歌手が日本武道館（後に浅草国際劇場に会場変更）のステージに出演した。1976年、音楽とドラマを融合した「民音浪漫劇場」を開始。シリーズには、あおい輝彦、緒形拳などが出演した。その他、全国縦断する「ロング・リサイタル」シリーズ（淡谷のり子、村田英雄、橋幸夫など）など数々のオリジナル企画を行った。

#### クラシック
1960～80年代に、オーケストラ・オペラ・バレエにおいて積極的に海外から招聘を行った。代表的なものとして、1966年ノボシビルスク・バレエ団、1969年ズービン・メータ指揮によるロサンゼルス・フィルハーモニー管弦楽団、1975年ロイヤル・バレエ団、1980年カール・ベーム指揮によるウィーン国立歌劇場オペラがあり、また1981年にはミラノ・スカラ座の初来日公演(指揮：クラウディオ・アバド、カルロス・クライバー。歌手：プラシド・ドミンゴ他)を行った。

#### アルゼンチン・タンゴ
民音タンゴ・シリーズとして、1970年ホセ・バッソ楽団を皮切りに毎年、アルゼンチン・タンゴのコンサートを開催している。過去には、オスバルド・プグリエーセ、マリアーノ・モーレス、フリアン・プラサなどの巨匠が出演した。
2002年より、ブエノスアイレス市主催の「タンゴダンス世界選手権世界大会 ステージ部門」優勝者に民音賞を授与している。

#### 中国
1975年、中国北京芸術団から中国との交流公演を始め、京劇・歌舞団・雑技団を多数招聘している。代表的なものとして1991年の東方歌舞団、2000年の上海雑技団、2002年の梅蘭芳が初代院長を務めた中国国家京劇院(2006年、2009年、2014年、2017年にも来日)、2004年の広東雑技団、2007年の中国雑技団などがある。2015年の上海歌舞団による舞劇「朱鷺」は、全国ツアー前の2014年10月のプレビュー公演に安倍晋三首相（当時）が対外友好協会会長の李小林らと来場し、話題になった。

## 民音学校コンサート
民音学校コンサートは、参加無料で全国の小学校・中学校・高校の児童生徒を対象に開催されるコンサート。学校の体育館や各地のホールなどで開催される。1973年5月に北海道・士別市立士別中学校から開始され、2018年1月現在で参加校数4,487校、参加者は130万人を越えた。

## 東北希望コンサート
東北希望コンサートは、IBC岩手放送、東北放送、ラジオ福島、TBSラジオ、民主音楽協会5社の共同主催で開催するコンサート及びラジオ番組。東日本大震災の被災地となった小学校・中学校の児童生徒を対象に、2012年5月より開催されてきた。コンサートの模様がライブ録音され、ラジオ番組として放送されている。

## 東京国際音楽コンクール
東京国際音楽コンクール（英：Tokyo International Music Competition）は、民主音楽協会が主催する音楽コンクール。民音コンクールを前身として、1987年に現在の名称に変更した。現在は指揮部門だけが3年ごとに継続開催されており、2024年開催の20回を節目に東京国際指揮者コンクールに改称された。

## 留学生音楽祭
留学生音楽祭は、在日留学生が出演し、京都・大阪・横浜で行われるコンサート。在日の留学生と日本の学生が、音楽文化の交流を通して、相互理解と友好を深めあうことを目的としている。出演はボランティアで行われており、観覧も公募により無料で参加できる。1989年に京都留学生音楽祭として開始され、1991年に大阪でも開催、2009年から「関西留学生音楽祭」と名称変更し、京都と大阪を隔年で開催している。2014年から「かながわ留学生音楽祭」として横浜でも開催されており、関西に加え関東でも開催されてきた。

## 民音音楽博物館
民音音楽博物館（英：Min-On Music Museum）は新宿と神戸にある音楽博物館。無料にて公開されており、貴重な古典ピアノをはじめオルゴール、民族楽器などを鑑賞できる。2012年に兵庫県神戸市に西日本館を開設、2014年には付属組織として、民音研究所を開設した。

### 展示品
常設展示として、ピサ・チェンバロ(1580～1600年頃制作)やアントン・ワルター(1795年制作) 、ヨハン・フリッツ(1800年頃制作) 、プレイエル・グランド・ピアノ(1845年制作)など、歴史的なチェンバロやフォルテピアノ、ピアノが公開されている。また、展示のみならず実演にて、それらの音色を聴くことができる。その他、18世紀制作のオルゴールや、蓄音機、世界の民族楽器なども公開されている。企画展示も行われており、様々なテーマの展示が期間限定で行われる。

### 音楽ライブラリー
東京の本館内に、12万点以上の録音資料、4万点を超す楽譜、3万冊の音楽書を揃え、資料の視聴・閲覧と貸し出しを行っている。ウェブOPACを有しており、インターネットでの資料検索も可能となっている。

### 民音研究所
民音研究所（英：Min-On Music Research Institute）とは、2014年10月に音楽博物館付属組織として、音楽と平和構築を研究テーマに設置された研究所。研究員による年次報告会の開催や、学術交流などを行っている。